# 桃江 (贡水支流)
桃江，是中国长江流域的一条河流，汇入贡水左岸，属于赣江水系。河长289千米，流域面积7913平方千米，多年平均流量197立方米每秒。自然落差558米。水能理论蕴藏量16万千瓦。